# Pérola (cantant)
Jandira Sassingui Neto (Huambo, 28 d'abril de 1983), més coneguda com a Pérola és una cantant i compositora angolesa.

## Biografia
Nascuda a la província de Huambo, Pérola és filla d'una metgessa i d'un advocat i músic, Manuel Sassingui, membre del grup Estrelas do Sul. Amb nou anys hagué de fugir de Huambo a Luanda amb la seva família a causa de la Guerra Civil angolesa. Uns anys després marxà cap a Windhoek, capital de Namíbia.
Estudià dret a la Universitat de Pretòria, a Sud-àfrica, on va tenir la seva primera oportunitat en el món de la música gràcies al programa de descobriment de joves valors Coca Cola Pop Stars. Acabaria por ser desqualificada per no ser sud-africana.
Té una filla, Valentine, amb Sérgio Neto, director executiu de Semba Comunicação.

## Discografia
- Ao vivo no cine atlantico
- Os Meus Sentimentos (2004)
- Cara & Coroa (2009)
- Mais de mim (2014)

## Premis i nominacions
| Any  | Guardó                                                 | Paper  | Resultat  |
| ---- | ------------------------------------------------------ | ------ | --------- |
| 2005 | Premis Kora — Millor Artista Femenina d'Àfrica Austral | Pérola | Guanyador |